# Tora Larsson
Alma Viktoria "Tora" Larsson (Kristinehamn, Värmland, 12 de març de 1891 – Estocolm, 1 de setembre de 1918) va ser una saltadora sueca que va competir als Jocs Olímpics d'Estiu de 1912.
Va prendre part en la prova de palanca de 10 metres del programa de salts, en la qual va finalitzar en vuitena posició. Va morir durant la gran epidèmia de grip de 1918.